# Lactarius rufus
Lactarius rufus é um fungo que pertence ao gênero de cogumelos Lactarius na ordem Russulales. Encontrado na América do Norte e na Europa, foi descrito cientificamente pelos micologistas Giovanni Antonio Scopoli e Elias Magnus Fries em 1838.